# Дивна Джокович
Дивна Джокович (*6 червня 1915 — 14 січня 2005) — югославська акторка.

## Біографія
Акторську кар'єру почала 1935 року в Національному театрі. Її першою головною роллю стала роль у виставі «Дика качка» за твором Ібсена. Продовжувала навчатись театральній майстерності та оперному співу у Відні.
Окрім ролей у театрі, знімалась у кіно та телевізійних серіалах.

## Вибрана фільмографія
| Рік  | Назва                       | Роль                 |
| ---- | --------------------------- | -------------------- |
| 1967 | Єлена Четкович              |                      |
| 1972 | Дощ                         | співачка             |
| 1983 | Який дід, такий онук        | дружина Недельковича |
| 1983 | Іди до мене, прийди до мене | дружина Недельковича |